# Lin Shaye
Linda (Lin) Shaye (Detroit, Michigan 12 oktober 1943) is een Amerikaanse actrice.

## Leven
Shaye werd geboren in Detroit, Michigan en is de dochter van Dorothy, een gezinshulp, en Max Mendle Shaye, een tekenaar en eigenaar van een supermarkt. Ze heeft één broer, namelijk Robert Shaye. Linda Shaye is geboren in een Joodse familie. Ze studeerde acteren aan de Universiteit van Michigan voordat ze verhuisde naar New York. In 1977 verhuisde ze naar Los Angeles om haar carrière uit te breiden in acteren.  

## Filmografie
| Jaar | Titel                                   | Rol                       | Opmerking |
| ---- | --------------------------------------- | ------------------------- | --------- |
| 1975 | Hester Street                           | Prostituee                |           |
| 1977 | Sex and the Married Woman               | Sandra                    | Programma |
| 1978 | Goin' South                             | Parasol Lady              |           |
| 1979 | The Triangle Factory Fire Scandal       | Freida                    | Programma |
| 1979 | The Seeding of Sarah Burns              | 2de verpleegster          | Programma |
| 1980 | The Long Riders                         | Kate                      |           |
| 1980 | A Cry for Love                          |                           | Programma |
| 1982 | Alone in the Dark                       | Receptionist aan de haven |           |
| 1982 | Jekyll and Hyde... Together Again       | Nurse with Telegram       |           |
| 1984 | Summer Fantasy                          | Vrouw op het strand       | Programma |
| 1984 | A Nightmare on Elm Street               | Lerares                   |           |
| 1985 | Brewster's Millions                     | Journalist bij Rally      |           |
| 1986 | Critters                                | Sally                     |           |
| 1987 | Extreme Prejudice                       | Medewerkster Clerk        |           |
| 1987 | Slam Dance                              | Librarian                 |           |
| 1987 | The Hidden                              | Carol Miller              |           |
| 1987 | The Running Man                         | Propaganda Officier       |           |
| 1988 | Critters 2: The Main Course             | Sal                       |           |
| 1988 | Lucky Stiff                             | Bratty Kid's Mom          |           |
| 1990 | Book of Love                            | Mrs. Flynn                |           |
| 1990 | Pump Up the Volume                      | Ouder                     |           |
| 1992 | Roadside Prophets                       | Celeste                   |           |
| 1993 | Loaded Weapon 1                         | Getuige                   |           |
| 1993 | The Temp                                | Rosemary                  |           |
| 1993 | Three of Hearts                         | Operateur                 |           |
| 1993 | Amityville: A New Generation            | Verpleegster Turner       |           |
| 1993 | Even Cowgirls Get the Blues             | Rubber Rose Maid          |           |
| 1994 | Corrina, Corrina                        | Kinderjuffrouw            |           |
| 1994 | Wes Craven's New Nightmare              | Verpleegster              |           |
| 1994 | Dumb and Dumber                         | Mrs. Neugeboren           |           |
| 1995 | The Nature of the Beast                 | Carol Powell              |           |
| 1996 | Kingpin                                 | Landlady                  |           |
| 1996 | Last Man Standing                       | The Madame                |           |
| 1998 | Living Out Loud                         | Lisa's Nurse              |           |
| 1998 | There's Something About Mary            | Magda                     |           |
| 1999 | Detroit Rock City                       | Mrs. Bruce                |           |
| 2001 | Say It Isn't So                         | Verpleegster Bautista     |           |
| 2002 | Wish You Were Dead                      | Jinny Macintosh           |           |
| 2002 | Boat Trip                               | Coach Sonya               |           |
| 2003 | Who's Your Daddy?                       | Ms. Harding               |           |
| 2003 | National Lampoon's Barely Legal         | Tequila                   |           |
| 2003 | Dumb and Dumberer: When Harry Met Lloyd | Margie                    |           |
| 2003 | Dead End                                | Laura Harrington          |           |
| 2003 | Stuck on You                            | Makeup Babe               |           |
| 2004 | The Hillside Strangler                  | Jenny Buono               |           |
| 2004 | The Latin Lover                         | Emilia                    | Kort film |
| 2004 | A Cinderella Story                      | Mrs. Wells                |           |
| 2004 | Cellular                                | Exotische-autobestuurster |           |
| 2005 | Hate Crime                              | Kathleen Slansky          |           |
| 2005 | Confessions of an Action Star           | Samantha Jones            |           |
| 2005 | 2001 Maniacs                            | Granny Boon               |           |
| 2005 | Drop Dead Sexy                          | Ma Muzzy                  |           |
| 2006 | Unbeatable Harold                       | Jeannie                   |           |
| 2006 | Bachelor Party Vegas                    | Cassandra                 |           |
| 2006 | Hood of Horror                          | Clara                     |           |
| 2006 | Snakes on a Plane                       | Grace                     |           |
| 2006 | Driftwood                               | Nancy Forrester           |           |
| 2006 | Pledge This!                            | Miss Prin                 |           |
| 2007 | Homo Erectus                            | Museum gids               |           |
| 2007 | Kush                                    | Susan                     |           |
| 2008 | Killer Pad                              | Marge                     |           |
| 2008 | Asylum                                  | String's Mother           |           |
| 2009 | My Sister's Keeper                      | Verpleegster Adele        |           |
| 2009 | American Cowslip                        | Lou Anne                  |           |
| 2010 | Small Town Saturday Night               | Phyllis                   |           |
| 2010 | 2001 Maniacs: Field of Screams          | Granny Boone              |           |
| 2010 | Killer by Nature                        | Leona Whitmore            |           |
| 2011 | Insidious                               | Elise Reiner              |           |
| 2011 | Sedona: The Motion Picture              | Claire                    |           |
| 2011 | A Good Old Fashioned Orgy               | Dody                      |           |
| 2011 | Chillerama                              | Verpleegster Maleva       |           |
| 2012 | The Three Stooges                       | Verpleegster              |           |
| 2013 | Insidious: Chapter 2                    | Elise Reiner              |           |
| 2013 | Big Ass Spider!                         | Mrs. Jefferson            |           |
| 2014 | The Signal                              | Mirabelle                 |           |
| 2014 | Ouija                                   | Paulina Zander            |           |
| 2015 | Insidious: Chapter 3                    | Elise Reiner              |           |
| 2016 | Ouija: Origin of Evil                   | Paulina Zander            |           |
| 2018 | Insidious: The Last Key                 | Elise Reiner              |           |
| 2023 | Insidious: The Red Door                 | Elise Reiner              |           |

- Biblioteca Nacional de España: XX1791989
- Bibliothèque nationale de France: cb155910611 (data)
- Gemeinsame Normdatei: 1012004228
- International Standard Name Identifier: 0000 0001 1952 3352
- Library of Congress Control Number: no2010090778
- Nederlandse Thesaurus van Auteursnamen: 41694275X
- Système universitaire de documentation: 18507975X
- Virtual International Authority File: 87582661
- WorldCat: E39PBJfh3X3GkbQjb8DJpxxqwC